# Powiercie

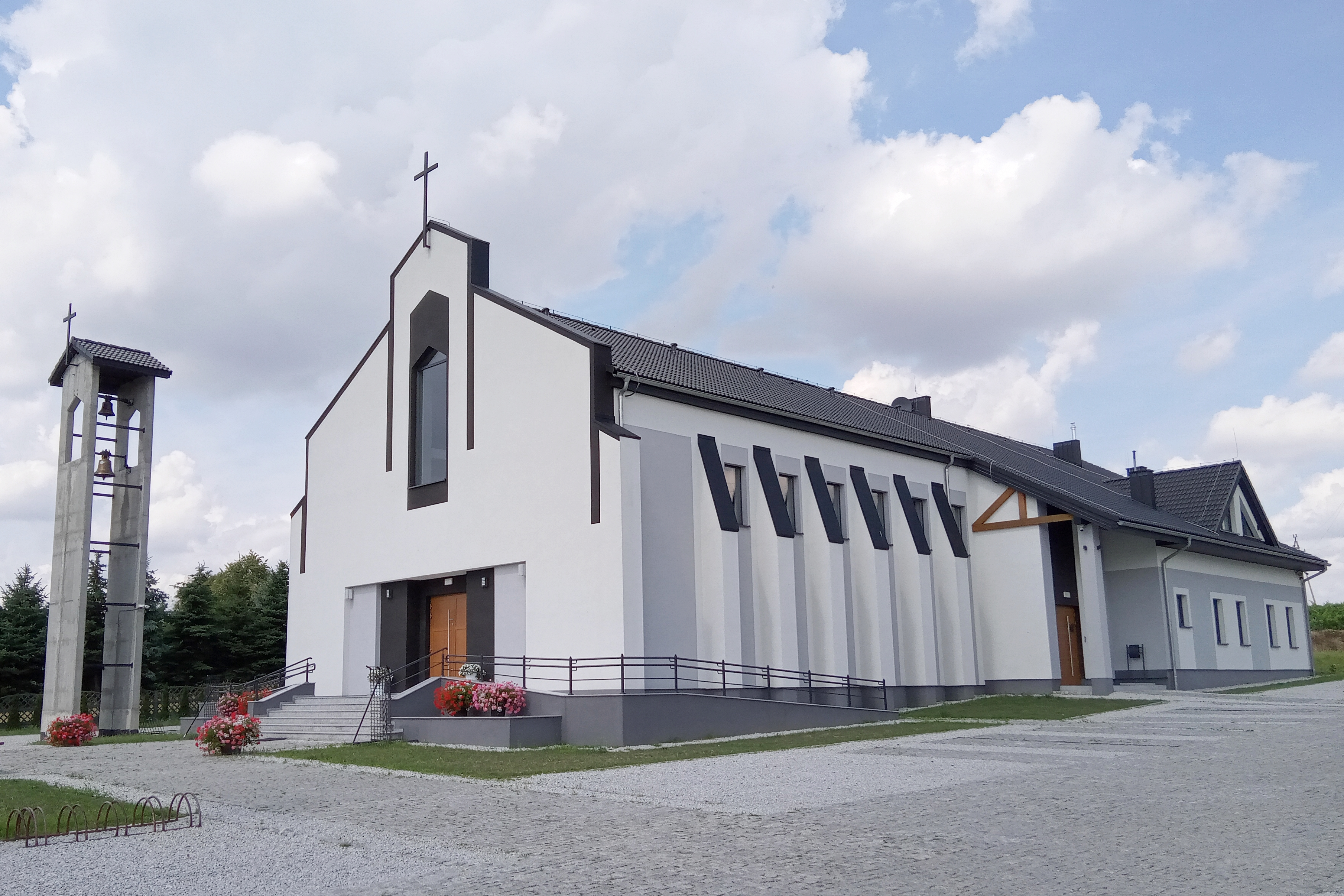
Kościół bł. 108 Męczenników

Powiercie – wieś w Polsce położona w województwie wielkopolskim, w powiecie kolskim, w gminie Koło.

## Informacje ogólne
Wieś położona 3 km na południowy wschód od Koła przy drodze wojewódzkiej nr 473 do Łasku i Dąbia. W skład sołectwa wchodzą także osady: Zawadka i Parcela. Przez zachodnią część wsi przepływa rzeka Warta.

## Historia
Wzmiankowana po raz pierwszy w 1364 r. była własnością szlachecką. W 1655 r. znajdował się we wsi obóz, w którym przebywało ok. 34 000 żołnierzy szwedzkich. Król szwedzki Karol X Gustaw przyjmował tu Krzysztofa Przyjemskiego – posła Jana Kazimierza. W drugiej połowie XIX wieku powstał nad Wartą duży młyn wodny. W 1855 r. znaleziono we wsi dwie figury wczesnośredniowieczne, tzw. bałwany kamienne. Prymitywne rzeźby z piaskowca, o wysokościach 50 i 39 cm, przedstawiają sumarycznie potraktowane postacie ludzkie. Jedna z hipotez łączy figury z pogańskim kultem Słowian i uważa je za wytwór miejscowy. Rzeźby przebywają w Krakowie w Muzeum Archeologicznym. Obecnie jest największą miejscowością gminy wiejskiej Koło.
W latach 1954-1957 wieś była siedzibą gromady Powiercie, po jej zniesieniu w gromadzie Koło. W latach 1975–1998 miejscowość administracyjnie należała do województwa konińskiego.
We wsi był przystanek kolei wąskotorowej Powiercie.

## Edukacja
We wsi jest Zespół Szkół Centrum Kształcenia Rolniczego (dawniej Zespół Szkół Ogrodniczych), w którego skład wchodzi m.in. technikum mechanizacji rolnictwa, technikum architektury krajobrazu.
1 września 2003 r. powołano Zespół Szkół w Powierciu, w którego skład wchodziły Szkoła Podstawowa i Gimnazjum. W 2005 roku, obchodzono 60-lecie powstania Szkoły Podstawowej oraz nadano jej imię Orła Białego. Takie samo imię otrzymało Gimnazjum. Rodzice oraz przyjaciele Zespołu Szkół w Powierciu ufundowali Sztandar. Do szkoły uczęszczają dzieci i młodzież z Powiercia, Kolonii Powiercie, Skobielic, Ladorudzka, Leśnicy, Koła i Rzuchowa i Przybyłowa. 
Wiadomości o szkole do roku 1919 oparte są na wywiadzie z następującymi mieszkańcami tutejszego rejonu szkolnego: Janem Nowackim rolnikiem zamieszkałym na Zawadkach, Adamem Konarskim, Czesławem Stegentą i Z. Pilarskim zamieszkałymi w Kolonii Powiercie oraz Franciszkiem Andrzejczakiem ogrodnikiem zamieszkałym w Powierciu. Świadkowie ci zeznają, że od około 1903 roku dzieci ze wsi Kolonia Powiercie, Powiercie, Zawadki, Leśnica, a nawet Skobielice uczęszczały do państwowej szkoły w Bliznej Wsi (obecnie ulica Blizna w Kole; szkoła mieściła się w domu Imiłkowskich).
Do wojny japońskiej uczono więcej języka rosyjskiego; język polski był tylko dwa razy w tygodniu. Po wojnie japońskiej uczono już języka polskiego codziennie, a język rosyjski był dwa razy w tygodniu. Ta szkoła z przerwami trwała do czasów polskich. Do tej szkoły chodziło mało dzieci. Obok tej szkoły odbywało się prywatne nauczanie w domach.
Na Zawadkach uczył Betner Jan (od jego zawodu nazywano go Hamernicki). Nauka odbywała się w lokalu majątku Aleksandra Kobuchowskiego (po 1945 r. gospodarstwo Franciszka Kazimierczaka). Nauka trwała w godzinach 8-14, dzieci było około 20. Rodzice opłacali za naukę 1 rubel na miesiąc.
W tym samym czasie, to jest za czasów carskich, uczył na Kolonii Powiercie w swoim mieszkaniu rolnik Sodkowski (w 1945 r. gospodarstwo p. Kokorzyckiej). Drugim takim nauczycielem na Kol. Powiercie był rolnik Józef Kujawa. Uczył on przez krótszy okres w swoim gospodarstwie (obecnie gospodarstwo rodziny Pilarskich).
Podobne nauczanie odbywało się we wsi Powiercie. W późniejszych latach uczyła p. Ryplówna, po niej Maria Wiśniewska, a następnie jeszcze raz p. Ryplówna. Szkoła mieściła się w majątku Powiercie. Nepomucen Sokolnicki dziedzic tegoż majątku dał nauczycielce mieszkanie, opał i produkty żywnościowe tak jak robotnikom, ale za to dzieci służby dworskiej musiała uczyć darmo. Dzieci ze wsi płaciły. Następną nauczycielką była p. Wertyporoch.

## Przystanek wąskotorowy Powiercie
Na linii wąskotorowej Sompolno – Dąbie nad Nerem istniał przystanek Powiercie, na którym podczas niemieckiej okupacji około 40 000 Żydów wysiadło z pociągu w drodze do Chełmna nad Nerem, gdzie zginęli.